# Maple Creek n.º 111
Maple Creek n.º 111 es un municipio rural canadiense situado en la provincia de Saskatchewan.

## Superficie
Maple Creek n.º 111 tiene una superficie de 3180,1 km².

## Demografía
En 2021, tenía 1167 habitantes, una densidad poblacional de 0,4 hab./km², y 571 viviendas.